# En el cielo (película)
Heaven es una película de 2002 dirigida por Tom Tykwer y protagonizada por Cate Blanchett y Giovanni Ribisi.

## Sinopsis
Una mujer toma la ley en sus propias manos después de que la policía ignore sus súplicas para arrestar al hombre responsable por la muerte de su esposo, y se encuentra no sólo arrestada por asesinato sino enamorándose de un oficial.

## Reparto
- Cate Blanchett... Philippa Paccard
- Giovanni Ribisi... Filippo
- Remo Girone... el padre de Filippo
- Stefania Rocca... Regina
- Alessandro Sperduti... Ariel
- Mattia Sbragia... Mayor Pini
- Stefano Santospago... Stefano Santospago
- Alberto di Stasio... El procurador